# Anisodes connexa
Anisodes connexa är en fjärilsart som beskrevs av Louis Beethoven Prout 1907. Anisodes connexa ingår i släktet Anisodes och familjen mätare. Inga underarter finns listade i Catalogue of Life.